# 개령면

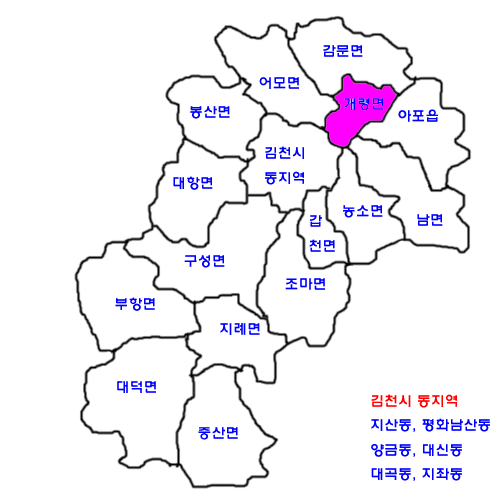
개령면의 위치

개령면(開寧面)은 경상북도 김천시 북동부에 위치한 면이다.

## 개요
감천을 따라 넓은 평야가 이어지는 지역이다. 삼국시대 이전 감문국의 도읍지로, 유구한 역사와 문화가 숨쉬는 김천의 뿌리 역할을 한다. 특히 이 지역에서 행해지고 있는 금릉빗내농악은 제52회 한국민속예술축제에서 대상을 수상한 대한민국에서 유일한 진굿(군사굿)으로 “나랏제사”와 “빗신제”가 혼합된 형태로 빗내마을에 전승되고 있는 경상북도 무형문화재이다.

## 연혁
- 삼한시대 : 감문국의 도읍지
- 1416년 : 개령현
- 1896년 : 개령군
- 1914년 : 개령군의 부곡면과 서면을 통합하여 개령면으로 개편
- 1983년 : 행정구역 개편으로 대광1,2리가 김천시로 편입
- 1995년 : 김천시와 금릉군을 김천시로 통합하면서 김천시 개령면으로 개편

## 행정 구역
| 법정리 | 행정리           | 비고                   |
| ------ | ---------------- | ---------------------- |
| 광천리 | 광천1리, 광천2리 |                        |
| 남전리 | 남전리           |                        |
| 덕촌리 | 덕촌1리, 덕촌2리 |                        |
| 동부리 | 동부1리, 동부2리 | 면 행정복지센터 소재지 |
| 서부리 | 서부리           |                        |
| 신룡리 | 신룡1리, 신룡2리 |                        |
| 양천리 | 양천리           |                        |
| 황계리 | 황계리           |                        |